# جوایز رزی
جوایز رزی (انگلیسی: Rosie Awards) نامی است که برای جوایز فیلم و تلویزیون آلبرتا برگزیده شده‌است و در حال حاضر هر ساله توسط انجمن صنایع تولید رسانه آلبرتا (مخفف انگلیسی: AMPIA) اهداء می‌شود. انجمن صنایع تولید رسانه آلبرتا، انجمن حرفه ای غیرانتفاعی است که با تشویق و حمایت از رشد صنعت فیلم در استان آلبرتا، اعضای خود را پشتیبانی می‌کند. این جوایز در ۲۳ رده و ۳۳ دسته مهارتی، طبقه‌بندی شده‌است. اولین بار در سال ۱۹۷۴، انجام اهداء جوایز برگزار شد.